# Киберљуди
Киберљуди су измишљени род киборга углавном приказан у британском научнофантастичном телевизијском програму Доктор Ху. Киберљуди су врста киборга који путују у свемир који често насилно и болно претварају људска бића (или друге сличне врсте) у више киберљуди како би населили своје редове, истовремено уклањајући њихова осећања и личности. Осмислили су их сценариста Кит Педлер (који је такође био незванични научни саветник серије) и уредник серије Џери Дејвис, а први пут су се појавили у епизоди из 1966. Десета планета (1. део).
Киберљуди су видели много поновљених израда и промена костима током дуготрајног радасерије, као и низ различитих прича о пореклу. У свом првом појављивању у епизоди Десета планета (1. део) (1966), они су људи са Земљине скоро идентичне „планете близнакиње“ Мондаса који су се надоградили у киборге у покушају самоодржања. Четрдесет година касније, прича из два дела Успон Киберљуди и Челично доба (2006), описује Киберљуде поново измишљене у паралелном универзуму Лондона као покушај пословне корпорације да унапреди човечанство. Аудио драме, романи и стрипови о Доктор Хуу су такође разрадили постојеће приче о пореклу или представили алтернативе. Епизода из 2017. Докторов пад објашњава различито порекло као паралелну еволуцију због неизбежности да се људи из човеколиких врста надограђују кроз технологију. Ова перспектива решава разлике у континуитету у историји Киберљуди.
Ослонац серије од 1960-их, Киберљуди су се такође појављивали у сродним програмима и огранак медијима, међу којима су романи, аудио књиге, стрипови и видео игрице. Приче о Киберљудима су произведене у званично дозвољеним Доктор Ху производима између 1989. и 2005. године када ТВ серија није била емитована, а сценаристи су или попуњавали историјске празнине или су описивали нове сусрете између њих и Доктора. Ова врста се такође појавила у спиноф серији Торчвуд у четвртој епизоди Кибержена (2006).

## Стварање
Назив „Киберчовек“ потиче од кибернетике, израза који се користи у књизи Норберта Винера Кибернетика или контрола и комуникација у животињи и машини (МИТ Прес, 1948). Винер је користио израз у вези са контролом сложених система, посебно саморегулишућих контролних система, у животињском свету и механичким мрежама. До 1960. године, лекари су истраживали хируршко или механичко увећање људи и животиња за управљање машинама у свемиру, што је довело до портмантоа „киборг“ за „кибернетички организам“.
Шездесетих година прошлог века, хирургија "резервних делова" почела је развојем гигантских машина срце-плућа. Јавна расправа је укључивала могућност повезивања нервних завршетака ампутираних непосредно у машине. Године 1963. Кит Педлер је са својом супругом (која је такође била лекарка) разговарао о томе шта би се десило да особа има толико протеза да више не може да разликује човека од машине. Добио је прилику да развије ову замисао када га је 1966. године, након појављивања у научним програмима ББЦ-а Свет сутрашњице и Хоризонт, ангажовао да саветује у серијалу Доктора Хуа Ратни стројеви (1966). То га је на крају довело до писања серијала Десета планета (1966) за серију Доктор Ху са Џеријем Педлером.
Педлер, под утицајем Дринова вођених логиком из стрипа Ден Дер, првобитно је замишљао Киберљуде као „свемирске монахе“, али га је Дејвис убедио да се концентрише на своје страхове о правцу операције резервних делова. Киберљуди су првобитно замишљени као људи, али са пластичним и металним протезама. Киберљуди са Десете планете и даље имају људске руке, а њихове грађе лица су видљиве испод маски које носе, али су временом еволуирали у металне, потпуно механизоване израде.
Приказани су различити специјализовани облици Киберљуди, посебно Кибервође и Киберконтролори, са моћи да командују другим Киберљудима.

## Појављивања

### Телевизија

#### Класична серија (1963−89, 96)
Киберљуди се први пут појављују у серијалу Десета планета 1966. године, смештеној у 1986. Овај серијал објашњава како је пре неколико милиона година Земља имала планету близнакињу познату као Мондас која је избачена из соларне орбите и одлутала у дубоки свемир. Мондазијанци, који су већ били далеко испред Земљине технологије и уплашени за опстанак својог рода, су већину својих тела заменили кибернетичким деловима. Пошто су на крају уклонили сва осећања из свог мозга (да би одржали свој разум), урођеници су уградили погонски састав да управљају самом планетом кроз свемир. Пошто је првобитни род био ограничен у броју и непрестано се исцрпљивао, Мондазијанци – сада Киберљуди – постали су род освајача који су се размножавали насилним мењањем других органских бића у Киберљуде. Први Доктор (Вилијам Хартнел) се супротставља овим Киберљудима када покушавају да исцрпе енергију Земље како би направили места за Мондасов повратак у Сунчев систем. У овом сусрету, Мондас је упио превише енергије са Земље, уништавајући њу и све Киберљуде на Земљи. Пустоловина је узела свој физички данак од Доктора, присиљавајући га да се регенерише по први пут, постајући Други Доктор (Патрик Траутон).
Киберљуди су се следећи пут појавили касније у истој телевизијској сезони у серијалу Месечева база (1967) поред Другог Доктора. Године 2070. Киберљуди покушавају да даљински униште Земљу утичући на њене временске прилике помоћу уређаја који се зове Гравитрон. Међутим, Гравитрон је искоришћен против њих, бацајући их у свемир. У наредној сезони, у серијалу Гробница Киберљуди, је виђено како је људска експедиција из 25. века открила саркофаге у којима се налазе хибернирајући Киберљуди на планети Телос где се створења појављују и нападају. Ова епизода је представила Кибер струњаче, мале механичке извиђаче које користе Киберљуди, као и Кибер контролора. У Точку у свемиру (1968), Доктор и његова посада се суочавају са Киберљудима на напуштеној Земљиној свемирској станици у 21. веку. Ова епизода представља Кибер-планера, непокретну јединицу која усмерава Киберљуде. Киберљуди планирају да преузму свемирску станицу након чега ће њихова флота извршити најезду на Земљу. Доктор користи рендгенски ласер да уништи Киберљуде. У следећој сезони, у Најезди, Доктора и његови пратиоци посећују Енглеску крајем 20. века где откривају да је војска Киберљуди скривена на Земљи и раде са магнатом Тобијасом Воном (Кевин Стони) да нападну Земљу. Њихова најезда је поражена од стране Доктора и војне подршке новоформиране Обавештајне јединице Уједињених нација.
Киберљуди се нису суочили са Трећим Доктором (Трећи Доктор) током његове ере, али један је приказан као део изложбе у Карневалу чудовишта (1973). Трећи Доктор се, међутим, суочио са Киберљудима у специјалу поводом 20. годишњице Пет Доктора (1983).
Четврти Доктор (Том Бејкер) је следећи који се сусреће са групом Киберљуди у Освети Киберљуди (1975). Ови Киберљуди су приказани као лутајући остаци пропалог царства, опустошеног такозваним кибер-ратовима против победничког човечанства који је искористио слабост Киберљуди до злата. Ови Киберљуди покушавају да поврате славу свог рода уништавањем златом богатог астероида Вога.
Киберљуди нису више виђени све до Земљотреса (1982), у којем Пети Доктор (Питер Дејвисон) сусреће Киберљуде на Земљи 2526. Киберљуди планирају да униште планету великом бомбом док ванземаљски достојанственици посећују Земљу како би разговарали о кибернетичком догађају који је у току - кибер-рату. Пошто је Доктор осујетио овај план, они одлучују да сруше свој теретни брод на планету како би постигли исти исход. Међутим, теретњак је бачен у прошлост, а Докторов пратилац, дечак геније Адрик (Метју Вотерхаус), заробљен је на броду док се теретњак судара у праисторијску Земљу, а Адрик гине и изазива КП изумирање. Киберљуди се још једном појављују у ери Петог Доктора заједно са четири претходна Доктора у Пет Доктора (1983), када их је временски господар председник Боруса (Филип Летам) пребацио на Докторову матичну планету Галифреј.
Напад Киберљуди (1985) је смештен после ГРобнице. Киберљуди покушавају да искористе временску машину да спрече уништење Мондаса узрокујући да се Халејева комета сруши на Земљу. Њихов план пропада и због интервенције Шестог Доктора (Колин Бејкер), они такође губе свој усвојени родни свет Телос од његових првобитних становника Крионаца.
Киберљуди су се последњи пут појавили у класичној серији у Сребрном непријатељу (1988) у којој се флота ратних бродова Киберљуди окупља да претворе Земљу у нови Мондас. Извиђачка група Киберљуди је послата на Земљу у потрази за легендарним кипом "Непријатељ", артефактом Господара времена огромне моћи направљеним од валидијума "живог метала". Интервенција Седмог Доктора (Силвестер Мекој) и његове сапутнице Ејс (Софи Алдред), међутим, обезбеђује да "Непријатељ" уместо тога уништи целу кибер флоту.
Између отказивања серије и њеног каснијег оживљавања, Киберљуди се накратко појављују у посебном добротворном За децу у невољи специјалу Размере у времену из 1993. године као један од неколико непријатеља које је користила зла Временска дама Рани (Кејт О'Мара) да лови Доктора.

#### Оживљена серија (2005− )
Доктор Ху је оживљен након дуге паузе од стране новог директора Расела Т. Дејвиса 2005. До тада је развој РГС-а омогућио писцима сценарија да укључе велики број Киберљуди или Далека у приче. У првом серијалу оживљеног програма, Киберљуди се не појављују осим неактивне главе једног која се види у приватном музеју ванземаљских артефаката на Земљи у епизоди „Далек“. За 2. серијал из 2006. године, Киберљуди су поново представљени са новом причом о пореклу смештеној у паралелни универзум. Нова израда Киберљуди из 2006 У дводелној причи „Успон Киберљуди (1. део)“ и „Челично доба (2. део)“, Десети Доктор (Дејвид Тенант) и његови сапутници Роуз Тајлер (Били Пајпер) и Мики Смит (Ноел Кларк), слетели су у паралелном Лондону где се Киберљуди стварају на савременој Земљи. Киберљуде је створио власник "Индустрије Кибус", трансхуманистички луди научник на самрти Џон Лумиц (Роџер Лојд-Пак). Лумицеви Киберљуди успешно претварају велики део светског становништва тако што своје људске мозгове стављају у роботске шкољке. Доктор и његови пријатељи ослобађају Лондон од своје контроле. Група људског отпора Проповедници тада креће да почисти остатак Лумицевих фабрика широм света. Киберљуди се поново појављују у дводелној завршници из 2006. „Војска духова (1. део)“ и „Судњи дан (2. део)“, искоришћавајући прекид између универзума да нападну Докторову Земљу. Овај пробој је узрокован транспортним уређајем који припада Далецима који се откривају и изазивају свеопшти рат између две врсте. Доктор на крају поново отвара пробој, узрокујући да Киберљуди и сви осим неколико Далека буду заробљени унутра пре него што се поново запечати. Киберљуди се следећи пут појављују у божићном специјалу из 2008. „Следећи Доктор“ који се појавио у Лондону 1851. након што су Далеци оштетили зидове стварности у претходној епизоди „Крај путовања (2. део)“. Покушавали су да подигну нову војску на Земљи користећи периодичну технологију, али их Доктор поново спречава.
Након што је Стивен Мофат преузео улогу извршног продуцента 2010. године, Киберљуди у суштини израде којује увео Дејвис наставили су да се појављују. Не наводи се јасно њихово порекло, али углавном је стилизовано 'К' (за корпорацију "Кибус") на њиховом напрснику замењено обичним кругом, што указује да нису из паралелног универзума. Појављују се у епизоди „Отварање Пандорике (1. део)“ (2010) заједно са многим Докторовим понављајућим непријатељима као део савеза посвећеног његовом заустављању, стижући кибер бродовима 102. нове ере. Поново се појављују у „Добар човек иде у рат“ (2011) када је сапутник Једанаестог Доктора (Мет Смит) Рори Вилијамс (Артур Дарвил) захтевао боравиште тајне базе астероида у квадранту свемира који они прате у 52. век. Доктор уништава велику флоту њихових свемирских бродова да би указао на њихову озбиљност. У „Затварању времена“, древни успавани кибер брод се буди у Колчестеру 2011. године, а Доктор и његов пријатељ Крег Овенс (Џејмс Корден) раде заједно да одбију најезду Киберљуди. Ова епизода такође поново уводи кибер струњаче у серију. Епизода Нила Гејмена „Кошмар у сребрном“ (2013) приказује поновно појављивање Киберљуди у далекој будућности након онога што се веровало да је њихово потпуно искорењивање од стране човечанства. Ови поново израђени Киберљуди су одбацили многа своја ограничења, показујући повећану брзину, брзу надоградњу да би се превазишле слабости и способност да кибер претворе било који биолошки организам у своје редове. Једанаести Доктор пролази кроз делимично кибер претварање и ментално се бори са кибер планером за контролу над својим телом. Цар галаксије (Ворвик Дејвис) наређује уништење планете да би се збрисао Киберљуде, али је један нетакнути Киберматичар (нове, мале варијанте Киберматичара) касније виђен како лебди кроз свемир. Мртва глава Киберчовека је накратко приказана у UNIT-овој црној архиви у епизоди „Докторв пад (2. део)“, а у „Времену Доктора“ они су међу многим врстама које вековима опседају планету Трензалор. У последњој епизоди, Доктор такође користи бестелесну главу Киберчовека, лишену било каквих преосталих органских делова. Под називом "Богаљ", он служи као Докторов лични помоћник и повереник неколико векова све док његова коначна "смрт" није довела Доктора до суза.
У дводелној завршници серијала из 2014. „Тамна вода (1. део)“ и „Смрт на небесима (2. део)“, Дванаести Доктор (Питер Капалди) прекасно сазнаје да су Киберљуди склопили савез са женском инкарнацијом Господара Господарицом (Мишел Гомез) која претвара украдена тела мртвих у војску. Поступак кибер претварања почиње на свим мртвима на Земљи. Господарица нуди Доктору контролу над војском Киберљуди како би могли заједно да владају универзумом, али њен план је осујећен када се Дени Пинк (Семјуел Андерсон), кибер преобраћени дечко Докторове сапутнице Кларе Освалд (Џена Колман), одупро свом програмирању и уништио себе заједно са свим осталим Киберљудима. Киберљуди се следећи пут виђени у „Суочењу са Гавраном“ (2015), међу разним ванземаљским избеглицама које се крију у Лондону и у завршници серијала „Ђаволски упоран (3. део)“ у којој је зарђали Киберчовек затворен у манастирима Галифреја. Порекло још једне групе Киберљуди је испричано у дводелној завршници 10. серијала „Док је света и века (1. део)“ и „Докторов пад (2. део)“ када је мондазијански колонијални брод заглављен бежећи од теже црне рупе дуги низ година. Мондазијанци налик људима, уз несвесну помоћ Господара (Џон Сим), почињу да унапређују своје становништво да би се прилагодили животу на броду који се распада. Доктор размишља о свим друштвима која су створила Киберљуде и закључује да су Киберљуди пример паралелне еволуције. Киберљуди ће увек настајати и развијати се на људским врстама широм универзума. На крају, овај сусрет са Киберљудима показује се свирепим. Докторова сапутница Бил Потс (Перл Меки) је кибер преобраћена. Две инкарнације Господара (Сим и Гомезова) убијају једна другу у неслагању око стајања уз Доктора, а Докторов пратилац Нардол (Мет Лукас) је остаао на броду да брине о људским колонистима за које је неизбежно кибер преобраћање одложена, али није спречено, иако Доктор успева да уништи већину Киберљуди у огромном праску. Доктор, исцрпљен и рањен до смрти, буди се у свом ТАРДИС-у и почиње да се регенерише. У исто време, кибер преобраћену Бил спасава њена стара пламена Хедер која је претвара у исту врсту бића какво је Хедер постала након што се заразила осећајном течношћу.
Киберљуди су у великој мери заступљени у 12. серијалу (2020) . У „Бегунцу од Џадуна“, искусни пратилац капетан Џек Харкнес (Џон Бароумен) шаље поруку Тринаестом Доктору (Џоди Витакер): "Не дај усамљеном Киберчовеку то што жели". У „Проклетству виле Диодати“, Доктор се сусреће са овим Киберчовеком, јединим преживелим из кибер-ратова, делимично преобраћеним Ашадом (Патрик О'Кејн). Она занемарује Џеково упозорење и даје му Киберијум, потпуно знање пораженог царства Киберљуди, да спасе људску историју. Ово доводи до тога да Ашад подмлађује Кибер-царство у завршници серијала „Успон Киберљуди (1. део)“ и „Ванвременска деца (2. део)“, намеравајући да оконча сав органски живот у универзуму „честицом смрти“ када преобрати Киберљуде у чисто технолошки род. Међутим, Господар (Саша Даван) интервенише, обећавајући савез само да би брзо издао Ашада, заплењујући Киберијум и претварајући масакрирану цивилизацију Господара времена у „Кибергосподаре“ – нов род бесконачно регенерисаних Киберљуди. Ова војска је наизглед поражена од минијатуризоване варијанте честице смрти. Киберчовек је касније виђен у новогодишњем специјалу „Револуција Далека“ 2021. као један од Докторових цимера у ћелији у џадунском затвору. Кибергосподари и Ашадов двојник враћају се заједно са Господаром у смелом плану да заједно са Далецима украду Докторово тело у „Моћи Доктора“ (2022), али су тесно поражени тек када су Докторови сапутници успели да је врате у живот.
У оживљеној серији, неке Киберљуде који су комуницирали са Доктором тумачио је глумац Пол Кејси.

### Спиноф медији
Киберљуди су се појављивали у разним спиноф медијима.

#### Романи
Киберљуди су такође представљени у роману Ледени брег глумца Дејвида Бенкса који је играо кибер вођу у телевизијској серији од Земљотреса до Сребрног непријатеља. Бенкс је раније написао 1988. године Киберчовека, измишљену историју Киберљуди која је укључивала њихову "будућу" израду. У Несталом пустоловном роману Ловиште такође се налазе Киберљуди типа Освета Киберљуди. Током овог романа, нови сапутник Шестог Доктора Грант Маркам враћа се на своју родну планету и сазнаје да се група Киберљуди крила на њој вековима, а његова робофобија је заснована на потиснутом сећању да је видео како Киберчовек убија његову мајку пре него што је он побегао.
У два романа Крега Хинтона из низа Нових невиних пустоловина, Киберљуди у неком тренутку своје историје постају Кибргосподари. Они се успутно помињу у Хинтоновом Кристалном Букефалу где је хегемонија Кибергосподара мирољубива будућа варијанта Киберљуди који имају царство у Млечном путу. Њихов опис је направљен по узору на Бенксову израду. У Квантном архангелу постоје бројна необјашњива помињања Киберљуди као о изузетно напредном роду. У једном тренутку, о њима се говори као о највећем савезнику Господара времена у Миленијумском рату, иако је тај рат требало да се одиграо много пре савремене ере, нејасно је како се овај део кибер историје уклапа у или без обзира да ли су постигли напредне могућности путовања кроз време. Иако није јасно поменуто, Хинтон је можда усвојио ову идеју из поништеног сценарија за Пет Доктора Роберта Холмса који би натерао Киберљуде да усвоје ДНК Господара времена како би постигли своје више стање постојања.
У роману о Ранијим Докторовим пустоловинама Противзаконити ванземаљац приказани су Киберчовек и Киберматичар у Лондону током Муњевитог рата. Кибер-технологија која је преостала из те пустоловине је касније злоупотребљена у Волети ванземаљца који су написали исти аутори. Прича о Петом Доктору Ратник Теренса Дикса наводи да се Киберљуди придружују Докторовом савезу против Морбијуса. Прича о Првом Доктору Путници кроз време Сајмона Герија, смештена у алтернативну стварност, садржи Киберљуде (који никада нису именовани) који живе на Јужном полу и тргују напредном технологијом у Јужној Африци. У роману о Пустоловинама Осмог Доктора Нада Марка Чепмема представљени су Силвератији, група кибернетички побољшаних људи који у великој мери подсећају на Киберљуде, који постоје у веома далекој будућности док се универзум приближава свом крају са неким доказима који указују да су Силвератији прилагођени од остатака Киберљуди садашњости.

#### Аудио драме
Киберљуди су се појавили у неколико аудио драма "Big Finish"-а у борби против Доктора од којих је прва била Мач Ориона (објављена на ЦД-у 2001. и емитована на ББЦ 7 2005.), где се Осми Доктор бави људима и андроидима укљученим у рат који траже кибер технологију да побољшају своје стране. Драма Резервни делови из 2002. истраживала је аспекте порекла Киберљуди, откривајући да је израда поружно усавршена тек пошто је њихов творац др. Алан проучавао биологију Петог Доктора и удвостручио трећи режањ Докторовог мозга који је контролисао функције његовог тела. Они су били зликовци у веб емисији ББЦi-а у Стварном времену која је објављена искључиво у аудио формату у децембру 2002. Први део серијала од четири ЦД-а под називом Киберчовек у ком нема Доктора објављен је у септембру 2005. Мач Ориона и Киберчовек серијал је смештен око „Великих Орионских кибер-ратова“ из 26. века када су се андроиди побунили против човечанства у Орион систему и када су се људи и андроиди окренули Киберљудима да би стекли војну предност. У Мачу Ориона, Киберљуди су још увек сахрањени на Телосу и углавном су заборављени, постављајући га пред Земљотрес. До Времена Киберљуди, Телос је уништен сударом астероида, стављајући тај серијал после Напада Киберљуди.
КИберљуди су се појавили у повезаној трилогији драма под називом Сејање (2004), Жетва (2006) и Окупљање (2006) где мале групе Киберљуди покушавају да обману људе како би на Земљи успоставили фабрике за преображај. Драма Бернис Самерфилд Кристал Кантуса приказује бившу људску колонију претворену у Киберљуде, а Ирвинг Браксиател планира да их користи као личну војску. Гробница Киберљуди се такође појавила у драми Бернис Самерфилд Сребрно извлачење која је била бесплатна уз број 351 Часописа Доктор Ху. Појављују се у Кадровима који је "Big Finish" продуцирао за радио ББЦ 7 и потом објавио на ЦД-у и ту се појављује Осми Доктор како одвраћа план да преузме контролу над новим системом наоружања. Шести Доктор удружује снаге са сапутницима Другог Доктора Џејмијем и Зои да би се изборио са два различита напада Киберљуди у Легенди о Киберљудима и Последњим Киберчовеком. У Легенди је приказано да је Зое претворена у нову Господарицу измишљене земље, доводећи Шестог Доктора и измишљену варијанту Џејмија да зауставе Киберљуде да освоје Земљу, а Последњи приказује како Шести Доктор мења место са Другим баш у тренутку када је млађи Доктор открио да Киберљуди планирају да промене исход последње битке кибер-ратова. У аудио снимку Пустоловина Четвртог Доктора Судбина Крелоса / Повратак у Телос, Четврти Доктор, Лила и К9 откривају да су Киберљуди подметнули наноботе Џејмију током њиховог прошлог путовања у Телос који омогућавају Киберљудима да заразе К9 и касније користе ТАРДИС да узму преко машинерије планете Крелос, али Доктор је успео да искористи роботску беспилотну летелицу да се врати на своје првобитно путовање у Телос и спречи Џејмија да буде изложен нанитима, поништавајући ове догађаје.
У марту 2018. Киберљуди су имали свој први сусрет са Трећим Доктором (овог пута га је играо Тим Трелоар) у Тиранинима логике, једној од прича у тому 4 "Big Finish"-овог серијала Пустоловине Трећег Доктора. У причи, Доктор и сапутница Џо Грант (Кети Менинг) стижу у град Порт Анвил на планети Бурнт Салт. Наилазе на тајанствени сандук који су Киберљуди кренули да поврате јер се у њему налази "Кибер нивелаш", тип тактичара сличан Кибер контролору. У пустоловини која је уследила, Доктор је изложен „кибер диму“, отровном плину који припрема тело за кибер преображај. Доктор је успео да се избори против заразе неко време и развије лек који је затим искористи против Киберљуди и победио их. Киберљуди се боре против Трећег Доктора и Саре Џејн Смит у аудио драми Зло Киберљуди. Дејвид Бенкс је поновио своју улогу кибер вође у Часу Киберљуди против Шестог Доктора и UNIT-а и Преображају који је послужио као наставак Земљотреса.

#### Стрипови
Такође су се појављивали у разним стриповима о Доктору Хуу, почевши од Долска Киберљуди у ТВ стрипу #824-#827. ТВ Стрип је уновчио своје често присуство у ТВ серијама крајем 1960-их тако што их је редовно појављивао, а појавили су се у Цветној моћи (ТВС #832-#835), Кибер-кртици (ТВС #842-#845), Кибер царству (ТВС #850-#853), Ескиму Џоу (ТВС #903-#906), Маскембалу (ТВС празнични специјал 1968), Музеју времена (ТВС годишњи 1969), Прваку (ТВС празнични специјал 1969) и Пробном лету (Годишњак ТВС-а 1970). Њихово одсуство из ТВ серије током већег дела 1970-их огледало се у недостатку појављивања у стрипу: на крају су се вратили почетком 1980-их у месечном Доктор Ху стрипу Утвара са отпада (ДХЧ #58-#59). Они су се даље појављивали након што је публикација преименована у Часопис Доктор Ху : Уништење / Откровење / Постање (ДХЧ #108-#110), Светски обликовачи (ДХЧ #127-#129, написао Грант Моррисон, а који су открило да су Вурди били су род која је еволуирао у Киберљуде и да је Мондас раније био планета Маринус), Добри војник (ДХЧ #175-#178) и Потоп (ДХЧ #346-#353). Поред тога, Киберчовек по имену Кротон, који се првобитно појавио у неколико резервних трака за Доктора Хуа седмично под називом Повратни удар: Душа Киберљуди (ДВВ #5-#7) и Брод лудака (ДВВ #23-#24), поново је уведен у Неприродне рођене убице (ДХХ #277) и накратко је био пратилац Осмог Доктора у Друштву лопова (ДХЧ #284-#286) и Славни мртваци (ДХЧ #287-#296). Киберљуди су имали своју траку од једне странице у ДХЧ-у из бројева #215-#238 коју је написао Алан Барнс, а нацртао Адријан Салмон.
Године 1996. Радио време је објавио стрип Доктор Ху. Прва прича, под називом Страшило, приказује Киберљуди који нападају људски звездани брод 2220. године и представља сапутницу Стејси Таунсенд.
У 2006/07, часопису Трејдинг кардса Доктор Ху − Битка у времену издања 8 - 11 објавио је стрип од шеснаест страница који се састоји од четири повезане приче о Киберљудима које је написао Стив Кол, нацртао Ли Саливен, а обојио Алан Кредок.
У унакрсном догађају Доктор Ху / Звездане стазе Асимилација2 Киберљуди удружују снаге са Боргом, приморавајући Једанаестог Доктора да удружи снаге са посадом Ентерпрајза-Д да их заустави. Борг и Киберљуди су почели да нападају и претварају светове без упозорења при чему је очигледан 'вођа' био кибер-контролор са Борг компонентама. Доктор се такође присећа ранијег догађаја у којем је помогао посади изворног Ентерпрајза да победи Киберљуде који су се убацили на испоставу Савеза у свој четвртој инкарнацији, иако се чини да је ово недавни додатак његовој историји јер се и Једанаести Доктор сећа да се није сећао тог сусрета. Киберљуди покушавају да подрију и преузму Борг колектив, приморавајући Доктора и Ентерпрајз да се удруже са Борговима како би их зауставили и вратили колектив у нормалу.
Киберљуди се такође појављују у причи о догађају са више Доктора стрипова "Титан" 2016. Надмоћ Киберљуди која приказује последње Киберљуде на крају универзума како формирају савез са Расилоном - након што га је Дванаести Доктор протерао са Галифреја у "Ђаволски упорном" са циљем да се освоји Галифреј и искористи енергија Господара времена за регенерацију универзума у један под кибер-контролом. Иако је Расилонов увид омогућио Киберљудима да освоје историју и поразе све претходне Докторе, Дванаести Доктор је успео да убеди Расилона да му помогне пошто су Киберљуди издали Расилона, њих двојица окрећу опрему Киберљуди против њих тако да се универзум "регенерише" до тачке пре него што су Киберљуди освојили Галифреј, а само Дванаести Доктор (и вероватно Расилон) се сећа ових догађаја.

#### Видео игрице
Видео игрица Крв Киберљуди из 2010. садржи израду Киберљуди из 2006. без сандука индустрија "Кибус". Ови Киберљуди су откривени на Арктику 2010. године. Речено је да је њихов брод оштећен у временској олуји и да се срушио 10.000 година раније. Играч игра као Једанаести Доктор и његова сапутница Ејми који раде на томе да поразе Киберљуде. Такође се појављују на Телосу у обе андроид игрице Доктор Ху − Лавиринти времена и Доктор Ху и Далек.
Киберљуди се појављују као непријатељи у Лего величинама, а један је додат као лик за игру у Таласу 3.

## Физичке особине
Док су Докторов заклети непријатељ Далеци у целини остали непромењени током 26 сезона изворне серије, виђено је да се Киберљуди мењају са скоро сваким сусретом. Киберљуди су хуманоиди, али су измењени све док немају неколико преосталих органских делова. Они задржавају живи људски мозак. У њиховом првом појављивању у серији, једини делови њихових тела који су још увек изгледали људски су биле руке. До њиховог следећег појављивања у Бази на Месецу (1967), њихова тела су била у потпуности прекривена њиховим металним оделима док су им руке замењене канџама са три прста, али су се вратиле у обичне руке са пет прстију у Најезди (1968). Пошто их је местимично мало, Киберљуди имају склоност ка тајним активностима, сплеткарећи да се не сакрију и користе људске пијуне или роботе да делују уместо њих док се не појаве. Они такође настоје да повећају свој број претварањем других у Киберљуде (поступак познат као „кибер-преображај“ или „кибернизација“ у старијим епизодама и „надоградња“ у новијим епизодама), што је често болан поступак јер се делови тела уклањају и замењени кибернетичким заменама.
Подразумева се да испод њихових одела још увек постоје органске делови, што значи да су киборзи, а не роботи: у Десетој планети, Киберчовек говори групи људи да су „наши мозгови исти као ваши“, иако је у време Напада Киберљуди (1985), чини се да је њихов мозак замењен електроником. Такође у овој причи, два људска роба-заробљеника Киберљуди на планети Телос, по имену Бејтс и Стратон, откривају да су им Киберљуди уклонили органске руке и ноге и заменили их кибер-заменама. У Земљотресу (1982), браде глумаца биле су нејасно видљиве кроз чисту област од перспекса на кациги да би указале неку врсту органске материје. У Гробници Киберљуди (1967), вене и мозгови су били видљиви кроз куполасту главу кибер-контролера, а слично, у Нападу Киберљуди (1985) и „Челичном добу“ (2006), кибер-мозак контролора је видљив кроз куполу. Први је кибер-контролер Мондас, а други укључује алтернативног земаљског Џона Лумица. Међутим, у Освети Киберљуди (1975), Доктор каже да су они „потпуна машинска створења“.
Аудио репродукција у Стварном времену подразумева да лице преображене жртве остаје испод предње плоче Киберљуди, иако су аудио репродукције, као и сви не-телевизијски огранак медији, несигурне каноничности у погледу телевизијске серије. У епизоди „Смрт на небесима“ из 2014. Дени Пинк уклања предњу плочу показујући своје лице испод. У роману Нових невиних пустоловина Ледара Дејвида Бенкса наводи се да неки Киберљуди доживљавају ретке бљескове осећајног сећања из времена пре него што су преобраћени. Ови бљесци се тада обично потискују. Киберљуди у оживљеној серији обично су конструисани од људског мозга везаног за кибер-егзокостурну шкољку са вештачки узгојеним живчаним системом који се провлачи („Челично доба“), иако је директно калемљење кибер делова још један метод преображаја (“Кибержена"). У епизоди „Отварање Пандорике (1. део)“, приказано је да се глава Киберчовека отвара, откривајући целу људску лобању, а не само мозак.
Иако Киберљуди често тврде да су уклонили људска осећања, они су у својим сукобима са Доктором испољили осећања која се крећу од беса до самозадовољног задовољства. Неки Киберљуди у раним причама су чак добили појединачна имена као што је „Кранг“ (међутим, ова имена су се појављивала само на списку глумаца за Десету планету и нису се изговарала на екрану). Неки упоредни земаљски Киберљуди су задржали нека сећања на своје животе пре преображаја, иако је њихов осећајни одговор био различит. У „Кибержени“, делимичан преображај је довео до степена лудила код Лисе Халет која је задржана чак и пошто је свој мозак пребацила у потпуно људско тело. У епизоди „Судњи дан (2. део)“, Ивон Хартман задржава бар неке елементе своје личности (укључујући њен глас који се чује преко уобичајеног гласа Киберчовека) како би спречила напредовање групе других Киберљуди, а последњи пут је виђена како плаче нешто што изгледа као уље - као твар или крв. У истој епизоди, кибер вођа изражава јасну узрујаност због одбијања људи да се предају, иако у каснијој сцени критикује Доктора због показивања осећања. У „Челичном добу“, Доктор побеђује Киберљуде тако што искључује њихове осећајне инхибиторе, омогућавајући им да "виде" шта се с њима догодило. Њихово схватање онога што су постали довело их је до тога да се или једноставно угасе из чистог ужаса, или да делимично пукну. На крају, када је први кибер вођа убијен, његова глава је пукла са белом течношћу која цури низ његово тело. Постоје помињања у тој епизоди на патентирану мешавину хемикалија друштва "Индустрије Кибус" која се користи за очување мозга. У „Смрти на небесима“, Дени Пинк је такође задржао неке од својих особина личности, међу којима и запрепашћење када је видео свој одраз и оно што је постао, али и љубав према Клари Освалд. Доктор га укључује да би стекао интелигенцију и открио да су Киберљуди развили начин да кибер-преобразе мртве људске остатке. Тек тада Доктор искоришћава Денијево задржавање његових особина личности, чак и под инхибитором, да командује кибер-војском. У „Паду Доктора“, Докторина пратитељка Бил задржава свој потпуни осећај себе и идентитета, чак до те мере да себе у почетку не види као Киберчовека због свог искуства одупирања контроли ума и телепатским указивањима у претходној пустоловини. Међутим, Киберчовек програм се испољава у њеним налетима беса и она каже да њен ум не може да издржи заувек.
Роман Ловиште из Нових невиних пустоловина аутора Стива Лајонса указује да неки Киберљуди опонашају осећања како би застрашили и узнемирили своје жртве. Аудио драма продукције "" Резервни делови (постављена на Мондас у раним данима кибер-преображаја) указује да Киберљуди намерно уклањају своја осећања као део поступка преображаја како би угушили физичку и осећајну повреду постајања Киберљудима.
Ова побуда која стоји иза уклањања осећања је јаснија у „Челичном добу“ где то чини осећајни инхибитор. У тој епизоди, деактивирање њихових осећајних инхибитора доводи до тога да преобраћени Киберљуди схвате шта су постали, излуђујући их и убијајући их.

### Слабости
Киберљуди су имали низ слабости од свог увођења. Најзначајнија слабост изворних Киберљуди је елемент злата. Њихова одбојност према злату није помињана све док нису покушали да униште планетоид Вогу (тзв. „Планета злата“) у Освети Киберљуди (1975). У почетку је објашњено да због своје не-кородибилне природе злато у суштини гуши њихове дисајне путеве. На пример, блиставо оружје, оружје које се користило током кибер-ратова у будућности, испаљивало је златну прашину на своје мете. Међутим, у каснијим серијалима, изгледало је да злато утиче на њих пре као што сребро утиче на вукодлаке, при чему су златни новчићи или меци са златним врхом испаљени на њих имали исто дејство. Киберљуди из оживљене серије немају такву слабост, иако то помиње веб-сајт за епизоду. Киберљуди се такође ефикасно убијају када бивају упуцани из сопственог оружја или од стране Далека. Остале слабости из раних прича укључују раствараче, технологију засновану на тежи и превелики ниво зрачења. У „Челичном добу“ приказано је да ЕМП граната онемогућава Киберљуде и искључује његов осећајни инхибитор. Рањивост према злату очигледно није присутна у неким раним типовима Киберљуди, на пример тип виђен у серијалу Најезда из 1968. је мало вероватно да га поседује или можда вероватније да слабост није позната, иначе би Доктор и UNIT једноставно користили и није му био потребан разрађен план који укључује помоћ руске ракетне базе и марионетског савезника Киберљуди Тобијаса Вона. У „Кошмару у сребрном“, Доктор користи злато да успори, али не и да уништи нека кола технолошки напредних Киберљуди у далекој будућности. Нејасно је колико је различитих типова и који типови Киберљуди су рањиви на злато.
Њихов оклоп се често приказује као савитљив и отпоран на метке, али га могу пробити златне стреле и пројектили направљени од злата. "Кибусови" Киберљуди су отпорни на метке и веома су отпорни, али нису неуништиви – рањиви су на високе праске, електромагнетне импулсе, усавршено оружје и Далек оружје.
У „Моћи Доктора“ (2022), Теган Јованка и Ејс испаљују златне метке на групу Киберљуди, али су им они рекли да су еволуирали од слабости од злата.

### Костими
За Десету планету, изворне костиме Киберљуди, међу којима и облике „држача“ на њиховим главама, израдила је Сандра Рид. Маске и једноделне чарапе направљене су од жерсеја, са рупама обрубљеним винилом на месту где су биле „очи” и „уста” Киберљуди. Црте глумаца су биле потамњене да би сакриле лица. Тканина костима била је обојена у бледо плаву боју како би се могла појавити на црно-белим телевизијским камерама. Преко врха чарапа, Киберљуди су носили полиетиленска одела са металним крилима, заједно са еполетама од метала и пластичним цевима. Њихове чизме су биле кратке Велингтонке офарбане сребром. У интервјуу из 2016. године, Ридова, која се тада звала Александра Тајнан, описала је мотивацију иза својих израд: „Имала сам састанак о планирању на којем сам морала да будем,и морала сам да имам цртеж израде са собом. Моја мотивација је била сат на зиду!" Иако је сценарио прецизирао да Киберљуди треба да чувају своје људске руке, Ридова је желела да носе рукавице. Међутим, Ридова је грешком заборавила да је рекла да ће направити специјалне рукавице за Киберљуде до првог дана у студију. Уместо тога, шминкерка Џилијан Џејмс брзо је додала сребрну боју у људске руке глумаца. Делови груди и „ручке“ је направио "Шокрафт" из Аксбриџа. Ручке су прилагођене фаровима за камионе док су грудни делови користили много прозирне пластике и имале су бљескајуће механизме на батерије. Ручке су биле замишљене као кућиште за жице које су палиле лампе, али је у пробном снимку сијалица пукла и од те замисли је одустало. Тајнанова је 2016. објаснила: „Назначила сам да ће тамо бити грудни део, али нисам урадила никакаву израду за то јер сам знала да ће то бити реквизити.“
Продуцентска екипа продуценткиње Инес Лојд желела је да ажурира Киберљуде за Базу на Месецу и учини да изгледају префињеније и роботскије. Сандра Рид је израдила нове костиме за овај серијал. Они су биле засновани на једноделном сребрном комбинезону направљеном од винил тканине, а Киберљудима су дате рукавице са рукама са три прста. Њихове чизме су биле војничке чизме на пертле обојене сребром. Кациге од фибергласа и груди направљене од алуминијума направили су слободни произвођачи реквизита Џек и Џон Лоуел. Сребрна трака је додата око подручја око и уста ради наглашавања, а по Ридиним упутствима, Лоуелови су причврстили "хидрауличне спојеве" који се састоје од цеви произвођача усисивача и пластичних лоптица за вежбање голфа. Костимограф Дафни Дер, саветујући се са Ридовом преко телефона, преузела је на средини продукције Базе на Месецу док се Ридова опорављала од операције. Осам од ових костима је поново коришћено, са малим префарбањем и додацима, заГробницу Киберљуди, Ридин последњи серијал у Доктору Хуу, а направљен је нови костим за кибер контролора, са изграђеном лобањом са црвеном куполом која је била намењена да се упали, али је механизам за осветљење отказао.
За снимљене инсерте у Точку у свемиру, Мартин Бо је надгледао израду костима направљених од тањег једноделног материјала. Разводне кутије повезане челичним шипкама коришћене су на спојевима и близу врата како би се оставио утисак нечега технолошкијег и функционалнијег него што је виђено у Бази на Месецу и Гробници Киберљуди. Коришћене су исти грудни делови од раније са лампом на дну. Нови шлемови су изливени са једноставнијим ручкама које су се шириле даље од главе. Ови су увели "сузе" облик у очи Киберљуди. Неизмењено одело из Гробнице Киберљуди је такође коришћено да повећа број Киберљуди током сцене шетње свемиром, а постављено је позади да сакрије разлику од друга два костима. Усред продукције, одела су поново израђена за обимније снимке Точка у свемиру у студију. Боово решење је било да се спрејом фарбају два подстављена мокра одела како би изгледала гломазније, са шлемовима, разводним кутијама и шипкама са снимљених уметака измењеним или уклоњеним како би се глумци слободније кретали. Руке из ранијих костима Точка у свемиру су одсечене и коришћене као рукавице за нове костиме. Грудни делови су били окренути наопако тако да су лампе постављене испод браде Киберљуди могле да буду испаљене као оружје у чвршћем мецу.
За Најезду, костимограф Боби Бартлет је наредио да спољна друштво "Трговина" уради рекултивацију калупа за кациге са више простора за главу за глумце. Ово је укључивало вајање две велике „наушнице“. Шлем је направљен од лаког стаклопластике. Костими су имали војне чизме, а сада су имали рукавице са пет прстију, а не три. За ову серију су поново коришћена мокра одела, а поручена је и једноставнија и чвршћа варијант грудног коша са светлом на врху као и раније. На сваком споју сада су биле куполе повезане низом ребрастих шипки.
Док се у продукцијским белешкама у Доктор Ху: Цела историја тврдило да се кратко појављивање Киберљуди у Карневалу чудовишта састојало од ронилачког одела из Најезде, Гавин Римил у Часопису Доктор Ху је написао да је овај Киберчовек био костим кибер контролора из Гробнице Киберљуди. Оба извора су се сложила да кацига потиче из Најезде, а задњи део шлема је остављен незакопчан.
Пру Хендли је била костимограф у Освети Киберљуди. Костиме је направило самостално Друштво за реквизите "Алистер Бутел" и поново су засновани на мокрим оделима, са гуменим цевима дуж руку и на коленима и лактовима. Реквизити за груди из Базе на Месецу су се вратили и укључивали су делове покварених телевизора. Направљени су нови, већи шлемови од фибергласа, а костими су имали сребрне рукавице и Велингтонке.
Израда Дин Колин за Земљотрес укључивала је комплет Мк 2Ц КРВ-а летачких одела са уграђеним цевима које се користе за пумпање хладног ваздуха около. Главу из Освете Киберљуди је преобликовао и исекао Ричард Грегори из слободног друштва ИмагинеерингИнжењерство да би додао више детаља. На лицу је постојао провидни део кроз који се видела вилица глумца у покрету. Нови грудни делови су направљени од стаклопластике, а украшени су и носачима за стрељиво. Уз костиме су се носиле и подстављене рукавице са патентним затварачем и Текника мун чизме. За Пет Доктора и Напад Киберљуди, област вилице је била попрскана сребром, а носиле су се мање упадљиве чизме. Анушија Нираџик је била костимограф у серијалу Напад Киберљуди. Посебно измењен костим кибер контролора са високом сребрном куполом на глави направљен је за Напад Киберљуди. Као и код костима Контролора који се користи у Гробници Киберљуди, његов шлем није имао ручке. За Сребрног непријатеља, исти делови главе и груди су се вратили са испрекиданом пластичном чељусти и уклањањем лежишта за стрељиво. За тела је коришћен једноставнији тип летачког одела без уграђених цеви, а разводне кутије за каблове са пластичним цевима су додате удовима за више детаља. Костими су имали рукавице за крикет прскане сребром и чизме др. Мартенс.
Поновна израда Киберљуди у „Успону Киберљуди“ и „Челичном добу“ био је поступак који је трајао месец дана који је укључивао скоро сваки део израдне екипе. Продукцијска екипа се одлучила за ар деко приступ, а коначна израда је предата екипи Нила Гортона у Миленијум ефектимама који је такође направио финалне костиме. Глава је израђена да може да се окреће независно од тела. Такво кретање није било могуће у претходним шлемовима. Мартин Резард из Миленијума био је водећи вајар глиненог Киберчовека природне величине из којег су узете калупе за стварарање преко четрдесет комада од фибергласа за израду главе и тела сваког костима. Алуминијум у праху је додат завршном слоју фибергласа, а свака компонента је ручно полирана док није заблистала. Сваки од фибергласа је причвршћен на основно одело од ликре које је саставио Џо Гловер. Хелен Роу и Алекс Воти су излили рукавице и врат од меког сребрно обојеног силикона. Направљено је десет костима Киберљуди, међу којима и за кбер контролора који је имао видљив мозак и цеви које су га повезивале са његовим системима за одржавање живота. У епизоди „Добар човек иде у рат“ костими више нису имали лого "Кибус индустрије" „К“ уведен у „Успону Киберљуди“.
Елегантнија израда представљена у „Кошмару у сребрном“ је направила екипа Миленијум ефеката од флексибилне полиуретанске гуме, обојене да изгледа металик коришћењем новог поступка који је првобитно развијен за употребу у аутомобилској индустрији.
„Мондазијански Киберљуди“ у „Док је света и века (1. део)“ и „Докторов пад (2. део)“ створила је екипа Миленијум ефеката и представљали су ажурирану варијанту израде Киберљуди Сандре Рид из 1966. за Десету планету. Грудни делови и кациге и други слични додаци су обликовани и конструисани од стране Миленијум ефеката. Саме костиме је направио костимограф Робин Арчер од сребрне латекс тканине. Руке Киберљуди су биле прекривене гуменим рукавицама. Миленијум је такође створио прелазне "болеснике" који из дводелног еволуирају у Киберљуде. Упркос томе што Киберљуди Десете планете немају рукавице, режисерка Рејчел Талалеј је рекла да је разлог за њихово додавање Мондазијанским Киберљудима у дводелној завршници 10. серијала био „делимично проблем због боје коже“ са Киберженом Перл Меки, али и да „добију страшнији осећај и нешто вештачкије стављањем рукавица на њих”. Она је даље објаснила да је у Десетој планети било тешко рећи да ли имају рукавице боје коже или не оправдати њихов додатак.
За разлику од других Докторових непријатеља, костими Киберљуди су се током година значајно променили у изгледу, изгледајући све савременије, иако су задржали одређене заједничке карактеристике израде, од којих су најпознатије „ручице“ причвршћене за главе Киберљуди. Остали елементи израде укључују њихове округле отворе за очи и груди.
Осим ових промена, примећене су варијације у израдеизмеђу обичних Киберљуди и њихових вођа. У Точку у свемиру и Најезди (оба 1968.), кибер директор је приказан као непокретан механизам. Кибер вођа у „Следећем Доктору“ има провидно кућиште мозга.
Пошто је Доктор путник кроз време, он се сусреће са Киберљудима у различитим периодима њихове историје који се разликује од редоследа снимања серијала. Ово може бити збуњујуће јер Киберљуди из серијала смештених у „ранија” раздобља историје понекад могу изгледати префињеније од оних из „каснијих” раздобља. Лоренс Мајлс указује у свом помињању дела О времену 5 да су анахроно израђени Киберљуди из Земљотреса и Сребрног непријатеља путници кроз време, попут оних у Нападу Киберљуди. Доктор Ху игрица у Кибер досијеима заобишла је противречје наводећи да су у Десетој планети најстарији дизајни Киберљуди коришћени за напад док су каснији префињенији модели остали на Мондасу.
Епизода Торчвуда „Кибержена“ приказује делимично кибер преображену жену којој недостаје спољашњи слој потпуно преобраћеног Киберчовека. Њено тело је обложено металним конструкцијама, али је видљив велики део њеног меса, укључујући лице. Она такође има јасно видљиве металне груди, иако није јасно колико је њеног сопственог меса замењено, а колико је само покривено. Други лик нагађа да би она могла бити 40–45% човек, а 55–60% Киберчовек.

### Гласови
Рани Киберљуди имали су узнемирујући, певачки глас, који је обезбедио Рој Скелтон, конструисан постављањем флексија речи на погрешне слогове. У њиховом првом појављивању, ефекат овога је појачан тако што је Киберчовек нагло широм отворио уста и држао их отворена, не померајући језик или усне, док би одвојено снимљени глас излазио, а затим их брзо затворио када је реченица била готов. Иако су платнене маске првих Киберљуди убрзо замењене пуним шлемом, сличан физички ефекат који укључује отварање „отвора“ уста и затварање када је реченица завршена коришћен је до Точка у свемиру (1968).
Касније, продукцијска екипа је користила специјалне ефекте из своје Радиофонске радионице тако што је прво додавала механички ларинкс који је користио Питер Хокинс, а затим вокодер да измени говор како би звучао вештачкији. У каснијим причама у изворној серији и у аудио драмама, два примерка звучног записа су узоркована и померена наниже различитим количинама и слојевито да би се произвело дејство, понекад са додатком мале количине флангинга. Од Освете Киберљуди до Сребрног непријатеља (1988), глумци су сами давали гласове користећи микрофоне и предајнике у јединицама грудног коша.
Гласови за повратак Киберљуди 2006. су слични зујавим електронским монотоним гласовима Киберљуди који су коришћени у Најезди. Обезбедио их је Николас Бригс. Као што је приказано у другом серијалу Доктор Ху: Поверљиво, тембар је створен обрадом Бригсовог гласа преко Мугер прстенастог модулатора. Необично је да у "Челичном добу" кибер-контролор (Џон Лумиц кога игра Роџер Лојд-Пак) задржава свој глас након надоградње, али је и даље електронски. У епизоди „Судњи дан (2. део)“, Киберчовек који садржи мозак директорке института "Торчвуд" Ивон Хартман задржао је женски глас, али и даље електронски, као и делимично преобраћена Лиса Халет у „Кибержени“ када је њена личност Кибержене доминантна. У ефекту који подсећа на уста најранијих Киберљуди која су се отварала док говоре, нови Киберљуди имају плаво светло у својим „устима“ (или „зубима“) које светли у синхронизацији са њиховим говором.
Од „Следећег Доктора“ 2008. године, Киберљуди имају електронске гласове који звуче назално. Ово се наставило све до "Времену затварања" 2011. Између епизоде "Кошмар у сребрном" из 2013. и епизоде "Докторов пад" из 2017. године, Киберљуди (и даље им даје гласове Бригс) сада имају дубоке гласове, скоро режање. Њихова уста задржавају ефекат плавог светла, али светлеће, уместо да остану осветљена, за разлику од израде из 2006.
Болесници у "Док је света и века" (Пре Мондазијског Киберчовека) комуницирали су преко тастатура за синтезу говора, сличних онима које се користе у болницама за људе који не могу нормално да разговарају или користе своје гласне жице. Ови гласови су били узнемирујући по томе што су скоро 'опонашали' стварни људски говор, али са неуједначеним изговором.

## Варијанте
Неки Киберљуди добијају звања, приписују им се као „Кибер вођа“ (или њихове варијанте), „Кибер поручник“, „Кибер извиђач“ или „Кибер контролор“. Кибер вођа се обично приказује као Киберчовек са црним ручкама.
Непокретни рачунар, назван „кибер планер“, појављује се у Точку у свемиру и Најезди. Кибер планер такође преузима тело Једанаестог Доктора у „Кошмару у сребрном“.
Изворни Контролор је виђен (и уништен) у два серијала, Гробница Киберљуди и Напад Киберљуди, и у сваком од њих може, али и не мора бити иста свест у различитим телима. Изгледа да препознаје и памти Доктора из претходних сусрета. У роману Новин невииних пустоловина Ледени, први кибер контролор је створен уметањем сајбер директора или кибер планера у лобању недавно преображеног Киберчовека.
Кибер контролер паралелног универзума у „Челичном добу“ користи мозак Џона Лумица, творца Киберљуди у тој паралелној стварности.
У „Судњем дану“, појављује се Кибервођа, а када је уништен, помиње се преузимање његових датотека са подацима у другу јединицу Киберљуди која се затим надограђује на кибер вођу.
Божићни специјал из 2008. године „Следећи Доктор“, представљао је нову, агилнију варијанту под називом Кибернијанса. Доктор сматра да је то примитивнија варијанта Киберљуди која користи мозак мачке, а физички подсећају на животиње јер не могу да говоре и ходају на све четири. У истој причи појављује се "Кибер-краљ". Према Докторовим речима, то је брод класе "дреднот" за употребу у најездама који подсећа на Киберчовека високог 30-ак метара и садржи кибер-фабрику у својим грудима. Контролише се из његових уста. Његова десна рука се може претворити у топ, а лева у ласер. „Време Доктора“ представило је јединствени прототип Киберчовека који је направљен од дрвета да би се избегла детекција Цркве Папског главног рачунара и опремљен лампама за дување.
Пошто је Бил Потс рањена на мосту мондазијанског колонијалног брода и скинула бродске лифтове да би се хируршки поправили, она наилази на полупреображене Мондасијанце који се називају само 'Болесници'. Носили су сиве хируршке огртаче, а лица су им била потпуно прекривена платненим кесама, осим назалне кануле која је давала течност и сви су били прикључени на интравенске капи. Већина је остала мирна, ослањајући се на инвалидска колица у "спољном одељењу" док су неки ходали болницомм припремајући се за додатну операцију, а она је окупила људа у граду и одвела их у болницу. Током раних фаза ових огледа (претеча кибер преображаја), показало се да болесници осећају бол изазван овим поступком, а неки чак моле за смрт, увијају се у својим столицама и лупају по тастатури за говор. Били су способни да нападају, прате команде (као што је обуздавање Бил) и поседовали су велику снагу. Могли би бити онеспособљени, али не и убијени пуцњавом.
У епизоди „Успон Киберљуди (1. део)“ (2020), представљени су кибер ратници који су „сталеж ратника“ Киберљуди. Њихов оклоп је посебно израђен на средњовековни начин, дајући изглед средњовековног ратника. Груди су као код Киберљуди из 2013. али са мање детаља док њихови шлемови личе на шлемове Киберљуди из Најезде. Такође имају мале енергетске топове на зглобовима. У следећој епизоди „Ванвременска деца (2. део) “, Господар ствара „кибер господаре“, нов род створен од лешева Киберијума и Господара времена. Ови Киберљуди, иако подсећају на кибер-ратнике, имају одећу Господара времена уграђену у своје оклопе, као што су хаљине за главу. Ови Киберљуди су били одани Господару и имали су способност регенерације, што их је чинило могућом незаустављивом претњом. Појавили су се и у „Моћи Доктора“ са ажурираном израдом.

## Технологија
Технологија Киберљуди је скоро у потпуности опредељена на оружје, осим на сопствено тело. Када су првобитно виђени у Десетој планети, имали су велико енергетско оружје причвршћено за груди. У Бази на Месецу, Киберљуди су имали две врсте оружја: електрично пражњење из њихових руку које је омамљивало мету и врсту пиштоља. Искористили су и велики ласерски топ којим су покушали да нападну саму базу.
Ручно пражњење је такође било присутно у Гробници Киберљуди, која је представљала мање, ручно кибер-оружје у облику пиштоља које је описано као рендгенски ласер. У Точку у свемиру, Киберљуди су могли да користе пражњење и за управљање машинама и имали су зраке смрти уграђене у своје груди. Приказали су исте јединице у Најезди, као и да су носили велике пушке за борбу на средњим удаљеностима. У Освети Киберљуди и аудио драми Стварно време, њихово оружје је уграђено у њихове кациге. Ловиште указује да ова врста Киберљуди такође има моћније ручно оружје. Каснија појављивања показала су да су наоружани готово искључиво ручним кибер-пушкама.
Киберберљуди имају приступ оружју за масовно уништење познатом као кобалт бомбе, понекад и као кибер-бомбе, које су забрањене галактичком Армагедонском конвенцијом (Освета киберљуди). „Кибер-мегатронска бомба“ је поменута у Најезди, наводно довољно моћна да уништи сав живот на Земљи. У Земљотресу, Киберљуди су такође користили андроида двојнике као део својих планова за најезду на Земљу.
У оживљеној серији Киберљуди ударају струјом своје жртве струјом додирујући их и у почетку нису носили друго оружје. У „Војсци духова“ и „Судњем дану“, киберљуди су опремљени енергетским оружјем које се може увлачити смештеним у њиховим подлактицама (ово је заправо први пут приказано у „Челичном добу“, али само на кратко и није коришћено током те епизоде), али и користе напредно људско оружје за борбу против Далека. Пиштољи постављени на руку показују се ефикасним против људи, али не могу да пробију штитове Далека. Два Киберчовека послата да се преговарају са Далеком Тејем у бици код Канари Ворфа убили су Далека, али су одмах истребљени. У епизоди Торчвуда „Кибержена“, делимично преобраћена Лиса Халет је употребила свој електрични додир против екипа "Торчвуда", као и енергетски сноп испаљен из своје руке који је могао само да омами део тела у који је био усмерен. У „Отварању Пандорике“, Киберљуди поново имају ручни топ, али и поново добијају измењено људско оружје. У „Кошмару у сребрном“, Киберљуди имају способност да се крећу брзином попут муње. При овој брзини изгледају као мутне након слика. Киберчовек је такође превазишао слабост да је могао да преобрати људе сличне врсте. Доктор је до овог тренутка био сигуран да неће бити у опасности од преображења.
Мондазијски Киберљуди из Десете планете ажурирани су за завршницу 10. серијала. За разлику од пуцања из груди они су користили своје фењере као оружје. Ово је било у новелизацији Десете планете. Такође су имали способност да емитују електричну енергију.

### Киберцрви
Киберљуди такође користе мања, кибернетичка створења која се зову "киберцрви" као оружје за напад. У свом првом појављивању у Гробници Киберљуди, они су личили на велике металне сребрне рибице и имали су сегментирана тела са тактилним сензорским сондама налик длакама дуж основе њихових глава које су биле прекривене кристалним очима. Други Доктор их је описао као "облик металног живота", наговештавајући да су можда полуоргански попут Киберљуди и да и они нападају тако што се хране можданим таласима. Поражени су струјом.
Други модел Киберцрва виђен у Точку у свемиру коришћен је за минирање, способан да се прилагоди људским можданим таласима. Ношени су до „Точка“ у малим врећама, али велике густине које су потонуле кроз труп свемирске станице, узрокујући падове ваздушног притиска. Ови Киберцрви имали су чврсте фоторецепторе за очи уместо кристала. Други Доктор је користио аудио учесталост да их омета, узрокујући да се окрећу, руше и распадају.
Трећи модел, виђен у Освети Киберљуди, био је много већи кибер простирач налик змији који се могао даљински контролисати и могао је убризгати отров у своје жртве. Није имао видљиве очи или друге карактеристике и био је рањив на златну прашину као и Киберљуди.
Изворни модел је касније поменут у разговору између Доктора и његовог двојника током Побуњеничког меса, потврђујући да је тај модел Киберцрва убио тако што се хранио можданим таласима.
Четврти модел Киберцрва се појављује по први пут у оживљеној серији у епизоди „Време затварања“ из 2011. године где је приказано да има органска уста пуна оштрих зуба и преноси снагу на срушени кибер-брод.
У аудио драми Резервни делови, „отирачи“ су кибернетички увећана створења која се понекад држе као кућни љубимци. Мондасов Централни комитет користи кибер струњаче другачије израде за надзор. Створења повремено подивљају, жваћу изворе енергије и морају бити заокружена помоћу „хватача простирки“. У роману Ранијих Докторових пустоловина Противзаконити ванземаљац Мајка Такера и Роберта Перија чија је радња смештена у 1940-те, Киберљуди стварају киберцрве тако што кибер-преображавају месне животиње попут мачака или птица, вероватно због недостатка технолошких средстава.
У аудио пустоловини Бернис Самерфилд Кристал Кантуса, Киберчовек открива да се органи деце који су сувише мали да би се потпуно кибер-преобразили користе у стварању киберцрва.
Кибер простирке су се појавиле у видео игрици „Крв Киберљуди“ где су уместо да убијају, претварали појединце у кибер робове. Робови имају углавном људска тела, али имају главе и руке Киберљуди. Киберљуди виде кибер робове као потлачене и бришу их када одслуже своју сврху.
Надограђени облик кибер струњача појавио се у „Кошмару у сребрном“. Били су то невероватно мали механички инсекти који су били свестранији и могли су да делимично претворе друге облике живота у Киберљуде. О њима се говорило као о Киберинсектима.